# Mistrzostwa Czechosłowacji w hokeju na lodzie
Mistrzostwa Czechosłowacji w hokeju na lodzie były rozgrywane w latach 1930–1993, do czasu kiedy doszło do podziału państwa na Czechy i Słowację. Powstały wówczas dwie niezałeżne narodowe ligi hokejowe: Ekstraliga czeska i Ekstraliga słowacka.
Od sezonu 1936/37 mistrzostwa Czechosłowacji rozgrywane były w formule ligowej i systemem kołowym, jako Czechosłowacka Liga Hokejowa (czes. Československá hokejová liga), a od edycji 1985/86 dodatkowo z fazą play-off na zakończenie każdego z sezonów.

## Mistrzowie Czechosłowacji
| - 1930 LTC Praga - 1931 LTC Praga - 1932 LTC Praga - 1933 LTC Praga - 1934 LTC Praga - 1935 LTC Praga - 1936 LTC Praga - 1937 LTC Praga - 1938 LTC Praga - 1946 LTC Praga - 1947 LTC Praga - 1948 LTC Praga - 1949 LTC Praga - 1950 ATK Praga - 1951 ZSJ SKP Czeskie Budziejowice - 1952 ZSJ Vítkovické železárny - 1953 Spartak Praga Sokolovo - 1954 Spartak Praga Sokolovo - 1955 RH Brno | - 1956 RH Brno - 1957 RH Brno - 1958 RH Brno - 1959 ŠONP Kladno - 1960 RH Brno - 1961 RH Brno - 1962 RH Brno - 1963 RH Brno - 1964 ŽKL Brno - 1965 ŽKL Brno - 1966 ŽKL Brno - 1967 ASD Dukla Jihlava - 1968 ASD Dukla Jihlava - 1969 ASD Dukla Jihlava - 1970 ASD Dukla Jihlava - 1971 ASD Dukla Jihlava - 1972 ASD Dukla Jihlava - 1973 Tesla Pardubice - 1974 ASD Dukla Jihlava | - 1975 ŠONP Kladno - 1976 ŠONP Kladno - 1977 ŠONP Kladno - 1978 ŠONP Kladno - 1979 Slovan Bratysława - 1980 Poldi ŠONP Kladno - 1981 TJ Vítkovice - 1982 ASD Dukla Jihlava - 1983 ASD Dukla Jihlava - 1984 ASD Dukla Jihlava - 1985 ASD Dukla Jihlava - 1986 VSŽ Koszyce - 1987 Tesla Pardubice - 1988 VSŽ Koszyce - 1989 Tesla Pardubice - 1990 Sparta Praga - 1991 ASD Dukla Jihlava - 1992 HC Dukla Trenczyn - 1993 Sparta Praga |